# Strażnica WOP Hrebenne
Strażnica Wojsk Ochrony Pogranicza Hrebenne – zlikwidowany podstawowy pododdział Wojsk Ochrony Pogranicza pełniący służbę graniczną na granicy polsko-radzieckiej.

## Formowanie i zmiany organizacyjne
W związku z reorganizacją oddziałów WOP, 24 kwietnia 1948 na bazie 154 strażnicy WOP Mosty Małe została utworzona już w miejscowości Hrebenne 154 strażnica OP Hrebenne (w skali kraju), która została przekazana do 13 Brygady Ochrony Pogranicza w Chełmie, włączona w struktury 27 batalionu Ochrony Pogranicza w miejscowości Bełz , a 1 stycznia 1951 234 batalionu WOP.
Od 15 marca 1954 wprowadzono nową numerację strażnic, a strażnica WOP Hrebenne III kategorii otrzymała nr 151 w skali kraju i była w strukturach 234 batalionu WOP w Tomaszowie Lubelskim.
Reorganizacja, jaką przechodziły Wojska Ochrony Pogranicza w czerwcu 1956, doprowadziły do likwidacji 23 Brygady i podległych jej pododdziałów. W miejsce zniesionej jednostki utworzono dwie samodzielne: Grupę Manewrową Wojsk Ochrony Pogranicza Tomaszów (Chełm) Lubelski i Samodzielny Oddział Zwiadowczy WOP Chełm do którego została włączona Placówka WOP Hrebenne. 1 maja 1957, na bazie Grupy Manewrowej i Samodzielnego Oddziału Zwiadowczego WOP zorganizowano 23 Chełmski Oddział WOP a od 1959 nadano 23 Oddziałowi nazwę regionalną: 23 Chełmski Oddział WOP.
1 stycznia 1964 w Hrebennem stacjonowała placówka WOP nr 1 w strukturach 23 Chełmskiego Oddziału WOP, który funkcjonował do 30 maja 1976.
1 czerwca 1976 w związku ze zmianą ochranianego odcinka, dyktowaną przez reformę administracyjną kraju i nowy podział na województwa odtwarzano brygady na granicy ze Związkiem Radzieckim. Na bazie 23 Chełmskiego Oddziału WOP sformowano Nadbużańską Brygadę WOP. W jej strukturach 1 czerwca 1976, na bazie placówki WOP Hrebenne została zorganizowana strażnica WOP Lubycza Królewska.

## Ochrona granicy
W 1956 na odcinku strażnicy WOP funkcjonowała Graniczna Placówka Kontrolna Hrebenne (GPK Hrebenne) – kolejowa, którego załoga wykonywała kontrolę graniczną osób, towarów oraz środków transportu w przejściu granicznym:
- Hrebenne-Rawa Ruska (kolejowe).

1 stycznia 1964 na ochranianym odcinku funkcjonowało przejście graniczne uproszczonego ruchu granicznego (urg), w którym kontrolę graniczną i celną osób, towarów oraz środków transportu wykonywała 1 placówka WOP Hrebenne:
- Hrebenne.

## Sąsiednie strażnice
- 153 strażnica WOP Uhnów ⇔ 155 strażnica WOP Dziewięcierz – 1946
- 153 strażnica OP Uhnów ⇔ 155 strażnica OP Sołotwina – 24.04.1948
- 150 strażnica WOP Uhnów ⇔ 152 strażnica WOP Sołotwina – 15.03.1954.
- 150 strażnica WOP Uhnów ⇔ 152 strażnica WOP Sołotwina – 1956
- 2 placówka WOP Dołhobyczów ⇔ 6 placówka WOP Sołotwina – 01.01.1960
- 2 placówka WOP Dołhobyczów ⇔ 6 placówka WOP Sołotwina – 01.01.1964.